# 사천 자혜리 화석갯지렁이초
사천 자혜리 화석갯지렁이초(泗川 自惠里 化石갯지렁이礁)는 경상남도 사천시 서포면 자혜리 지선 공유수면에 있는 갯지렁이초 화석이다. 2002년 6월 7일 경상남도의 기념물 제241호로 지정되었다.

## 개요
현존하는 갯지렁이의 종류는 많으나 갯지렁이의 체화석(體化石)이 발견·보고된 기록은 매우 드물다.
이 화석을 포함하는 진주층은 호수퇴적층이므로 지질시대를 통한 갯지렁이의 서식환경변화와 이를 바탕으로 한 중생대 한반도의 자연환경을 이해하는데 중요한 학술자료를 제공할 것으로 기대된다.
갯지렁이의 화석을 스트로마톨라이트(stromatolite) 화석이 덮고 있으므로 스트로마톨라이트 화석을 연구하는 많은 학자나 일반인들에 의해 갯지렁이초 화석이 동반 채취되어 왔고 또 그러할 가능성이 큰 현실이다.
집단으로 갯지렁이초의 화석이 중생대층에서 발견·보고되기는 처음이며, 한반도의 중생대 자연환경의 연구에 중요한 학술적 자료이다.

## 같이 보기
- 갯지렁이초
- 스트로마톨라이트

## 참고 문헌
- 사천자혜리화석갯지렁이초 - 국가유산청 국가유산포털